# Młodzieżowe Indywidualne Mistrzostwa Polski na Żużlu 1987
Młodzieżowe Indywidualne Mistrzostwa Polski na Żużlu 1987 – zawody żużlowe, mające na celu wyłonienie medalistów młodzieżowych indywidualnych mistrzostw Polski w sezonie 1987. Rozegrano dwa turnieje półfinałowe oraz finał, w którym zwyciężył Piotr Świst.

## Finał
- Gorzów Wielkopolski, 6 sierpnia 1987
- Sędzia: Józef Musiał

| Msc. | Zawodnik              | Klub         | Pkt |             |  |
| ---- | --------------------- | ------------ | --- | ----------- |  |
| 1    | Piotr Świst           | Gorzów Wlkp. | 15  | (3,3,3,3,3) |  |
| 2    | Ryszard Dołomisiewicz | Bydgoszcz    | 13  | (3,3,3,3,1) |  |
| 3    | Jarosław Olszewski    | Gdańsk       | 11  | (2,2,3,1,3) |  |
| 4    | Sławomir Dudek        | Zielona Góra | 10  | (3,3,w,2,2) |  |
| 5    | Mariusz Strzelecki    | Toruń        | 10  | (1,3,2,2,2) |  |
| 6    | Marek Molka           | Zielona Góra | 9   | (2,2,1,2,2) |  |
| 7    | Sławomir Drabik       | Częstochowa  | 7   | (3,d,3,1,w) |  |
| 8    | Zbigniew Błażejczak   | Zielona Góra | 7   | (2,w,2,0,3) |  |
| 9    | Waldemar Cisoń        | Bydgoszcz    | 6   | (0,u,2,3,1) |  |
| 10   | Ryszard Jasinowski    | Zielona Góra | 6   | (1,1,2,2,0) |  |
| 11   | Józef Cebula          | Opole        | 6   | (1,2,1,1,1) |  |
| 12   | Cezary Owiżyc         | Gorzów Wlkp. | 4   | (0,1,0,0,3) |  |
| 13   | Sławomir Abakumow     | Gdańsk       | 4   | (d,0,1,1,2) |  |
| 14   | Jacek Gomólski        | Gniezno      | 3   | (1,2,u,–,–) |  |
| 15   | Waldemar Cieślewicz   | Gniezno      | 2   | (2,u,–,–,–) |  |
| 16   | Kazimierz Dziura      | Rzeszów      | 0   | (u,0,0,u,–) |  |
|      | rez. Tomasz Gałeczka  | Rybnik       | 4   | (1,1,1,0,1) |  |
|      | rez. Andrzej Pietrzak | Bydgoszcz    | 0   | (0)         |  |